# Regionalwahl im Aostatal 1968
Die Regionalwahl im Aostatal 1968 fand am 21. April statt.

## Wahlergebnis
| Listen            | Listen                                          | Stimmen | %    | Mandate |
| ----------------- | ----------------------------------------------- | ------- | ---- | ------- |
|                   | Democrazia Cristiana                            | 25.467  | 37,8 | 13      |
|                   | Partito Comunista Italiano                      | 13.742  | 20,4 | 7       |
|                   | Union Valdôtaine                                | 11.237  | 16,7 | 6       |
|                   | Partito Socialista Unificato (PSI – PSDI)       | 6.954   | 10,3 | 4       |
|                   | Partito Liberale Italiano                       | 3.765   | 5,6  | 2       |
|                   | Rassemblement Valdôtain                         | 3.627   | 5,4  | 2       |
|                   | Partito Socialista Italiano di Unità Proletaria | 1.560   | 2,3  | 1       |
|                   | Movimento Sociale Italiano                      | 533     | 0,8  | −       |
|                   | Partito Repubblicano Italiano                   | 525     | 0,8  | −       |
| Gesamt            | Gesamt                                          | 67.410  | 100  | 35      |
|                   |                                                 |         |      |         |
| Ungültige Stimmen | Ungültige Stimmen                               | 2.367   | 3,4  |         |
| Wähler            | Wähler                                          | 69.777  | 92,6 |         |
| Wahlberechtigte   | Wahlberechtigte                                 | 75.323  |      |         |